# Pawilon (zespół muzyczny)
Pawilon – trójmiejski zespół rockowy, powstały w 2005 roku. W 2005 roku zespół zdobył nagrodę Gazety Wyborczej Debiuty na Monciaku, a w 2006 roku Grand Prix festiwalu Union Of Rock w Węgorzewie. 

## Skład
- Mateusz Szulc – śpiew,
- Michał Słowik – perkusja,
- Mateusz Słowik – gitara, śpiew
- Sebastian Rymanowski – gitara basowa
- Adam Niklewski – organy Vermona.

## Dyskografia

### Płyty
- 2008 – Retromantik
- 2010 – Moda na sukces

### EP
- 2006 – Elo